# Hilaire de Barenton
Pour les articles homonymes, voir Boulé, Baranton et Barenton (homonymie).
Hilaire de Barenton, né Étienne-Marie Boulé le 28 février 1864 à Barenton et mort le 24 février 1946 à Paris, est un moine capucin et historien des langues du Moyen-Orient français. Son nom est souvent mal écrit de Baranton.

## Biographie
Après des études à Mortain et à Coutances (Manche), il est ordonné prêtre en 1887. Il exerce son ministère dans le Sud de la Manche et revêt la bure des capucins sous le nom de Père Hilaire de Barenton au Mans le 2 août 1891.
Il enseigne les sciences et l'histoire dans l'Empire ottoman, au scholasticat de Kadıköy, en face d'Istanbul.
De retour en France en 1899, il crée les Études Franciscaines et enseigne la théologie et la morale. Sa carrière d'orientaliste débute en 1918. Il étudie le sumérien et l'étrusque, et présente ses travaux à l'Académie des Sciences en 1923. Ainsi, il acquiert une réputation de linguiste original, participe en 1936 au IIIe Congrès de linguistique internationale, et sa recherche d'une langue originelle influencera, plus tard, Merritt Ruhlen.

## Œuvres
- La langue étrusque, dialecte de l'ancien égyptien, Paris, 1920
- L'origine des grammaires, leur source dans le sumérien et l'égyptien, Paris, 1925
- L'origine des langues, des religions et des peuples
- L'action sociale de François d'Assise, Paris, 1904.

Les théories d'Hilaire de Barenton eurent, à leur époque, une certaine vogue avant d'être sévèrement critiquées. Elles ne sont plus admises aujourd'hui, à l'exception de sa « théorie de la langue-soleil » (Güneş Dil Teorisi), toujours prisée dans les milieux du nationalisme turc puisqu'elle postule que toutes les langues humaines sont issues d'une langue initiale proto-turque,.

### Articles annexes
- Histoire des langues
- Histoire des sciences du langage
- Langue adamique, la langue parlée par Adam et Eve
- Langue originelle, la même thématique en ethnologie
- Origines du langage